# Nanna Koppel
Nanna Finding Koppel (født 5. august 1996) er en dansk børneskuespiller, som har været med i Karla-filmene: Karla og Katrine og Karla og Jonas. I filmene spiller hun Karlas bedste veninde Katrine.

## Film
- Hemmeligheden, 2012
- Karla og Jonas, 2010
- Duer skal flyve frit i himlen, 2010
- Karla og Katrine, 2009
- Pusling, 2008
- Herrens Veje, 2017